# Carcelia norma
Carcelia norma là một loài ruồi trong họ Tachinidae.